# Frans Mlambo
Frans Mlambo (ur. 22 maja 1991) – południowoafrykańsko-irlandzki zawodnik mieszanych sztuk walki (MMA). Były mistrz polskiej federacji FEN w wadze koguciej. Zwycięzca turniejów: IMMAF 2015 oraz Copa Combate 2021. Aktualnie związany kontraktem z PFL, gdzie jest finalistą europejskiego turnieju z 2023.

## Kariera MMA

### Kariera amatorska
Swój debiutancki pojedynek stoczył 28 kwietnia 2013 roku na gali Nemeses MMA 1, pokonał tam przez techniczny nokaut w pierwszej rundzie Stephena Harpura. W drugim pojedynku podczas wydarzenia Cage Contender 17: Rooney vs. Philpott przegrał decyzją jednogłośną z Timem O'Learym. Trzeci pojedynek zwyciężył z Uelsonem de Jesusem przez poddanie w drugiej odsłonie, dzięki mocnym ciosom, po których przeciwnik poddał się, akcentując odklepanie. 
Dwie następne walki stoczył dla federacji Cage Warriors Fighting Championship (dawny format). 1 marca 2014 na gali z numerkiem 65 pokonał na pełnym dystansie rundowym jednogłośną decyzją sędziowską Anglika, Deana Simmonsa. Pięć miesięcy później (16 sierpnia) przegrał z Valdrim Lubishtanim.
22 listopada 2014 zdobył mistrzowski pas BattleZone FC w kategorii koguciej, poddając duszeniem gilotynowym zawodnika z Północnej Irlandii, Daniela Thompsona w pierwszej rundzie.
28 lutego 2015 zdobył kolejny tytuł, tym razem federacji Chaos FC, nokautując ciosami w parterze zawodnika z Rumunii, Aruna Radu.
Przełomowym momentem w karierze amatorskiej Mlambo było zwycięstwo turnieju w wadze piórkowej na Mistrzostwach Świata Amatorów MMA 2015 federacji IMMAF. W Las Vegas pokonał m.in. Abylaia Tolesha, Davida Evansa, Nicolasa Otta oraz w finałowej walce Joela Moyà Schöndorffa. 

### Przejście na zawodowstwo i pierwsze walki
Pierwszy zawodowy pojedynek zwyciężył dla brytyjskiej federacji BAMMA. Na gali BAMMA 22: Duquesnoy vs. Loughnane technicznie znokautował tam Darrena O'Gormana w pierwszej rundzie.
Na gali Worldwide MMA Alliance Championship przegrał przez TKO z Chińczykiem, Changxinem Funem.
Następny pojedynek wygrał ponownie przed czasem na gali M4tC 21 – Supremacy.

### BCF i Bellator MMA
Kolejne 7 walk stoczył dla federacji Brave Combat Federation, z czego 4 zwyciężył przed czasem. Podczas walki wieczoru gali Brave CF 13 zawalczył o tytuł z mistrzem, Filipińczykiem – Stephenem Lomanem. Batalia trwała pełny dystans, po której to panujący mistrz zachował mistrzostwo w wadze koguciej.
Po nieudanej próbie zdobycia pasa Mlambo przeszedł do organizacji Bellator MMA, dla której stoczył 4 pojedynki, i tylko raz musiał uznać wyższość przeciwnika.

### FEN
6 maja 2021 polska organizacja Fight Exclusive Night poinformowała w mediach społecznościowych, że Mlambo podpisał z nimi kontrakt. 28 maja 2021 na gali FEN 34: Totalbet Fight Night skrzyżował rękawice z mistrzem Jonasem Mågårdem. Po ponad minucie walki Mlambo sensacyjnie poddał duszeniem gilotynowym zawodnika z Danii, tym samym odebrał mu mistrzostwo w kategorii koguciej. Cztery dni później sposób w jaki Afrykaner skończył rywala został doceniony i nagrodzony dwoma bonusami pieniężnymi, w kategoriach poddanie wieczoru oraz występ wieczoru.

### Combate Global
12 grudnia 2021 zwyciężył jednodniowy turniej Copa Combate (organizowany przez federację Combate Global) i zdobył tym samym 100 tysięcy dolarów, pokonując kolejno: Jose Zarauza, Cristian Barraza oraz w finale Kevina Cordero. Kolejny pojedynek miał stoczyć na początku 2022 roku o pas mistrzowski Combate Global z mistrzem organizacji, Davidem Martinezem.
27 marca 2022 za pośrednictwem mediów społecznościowych poinformował o tym, że 29 maja zawalczy o wspomniany pas mistrzowski wagi koguciej organizacji Combate Global. Ostatecznie w tym terminie do walki nie doszło z niewiadomych przyczyn.

### PFL
7 lutego 2023 portal Severe MMA poinformował, że Mlambo podpisał długoterminowy kontrakt z Professional Fighters League oraz, że ten weźmie udział w regularnym sezonie turniejowym w wadze koguciej. Debiut dla nowej organizacji stoczył 8 lipca tego samego roku podczas gali PFL Europe 2: 2023 Regular Season w Berlinie. Mlambo wygrał po większościowej decyzji z Hiszpanem, Rachidem Hazem, tym samym przechodząc do następnego etapu turnieju. 
30 września 2023 podczas półfinału na gali PFL Europe 3 w Paryżu jego rywalem był Francuz, Moktar Benkaci. Zwyciężył przez niejednogłośną decyzję sędziów, dzięki czemu awansował do finału europejskich play-offów PFL. Pierwotnym rywalem Mlambo miał być Francesco Nuzzi, który tego samego dnia zwyciężył swoją walkę w ćwierćfinałach, jednak wycofał się on z powodu niepowodzenia badań lekarskich. 
8 grudnia 2023 na wydarzeniu PFL 4 w finale przegrał przez nokaut z reprezentantem Niemiec, Churszedem Kachorowem. 
Ponad półtora roku później na wydarzeniu PFL Champions Series 2 stoczył walkę w swoim rodzinnym kraju. Jego rywalem był niepokonany Simbarashe Hokonya, z którym przegrał jednogłośnie na kartach punktowych. 

## Osiągnięcia

### Mieszane sztuki walki
Amatorskie
- BattleZone Fighting Championships
  - 2014: Mistrz BattleZone FC w wadze koguciej[33]
- Chaos Fighting Championship
  - 2015: Mistrz Chaos FC w wadze koguciej[34]
- International Mixed Martial Arts Federation(inne języki)
  - 2015: Zwycięzca turnieju IMMAF(inne języki) 2015 w wadze piórkowej[35]

Zawodowe
- Fight Exclusive Night
  - 2021-2022: Mistrz FEN w wadze koguciej[3]
  - Bonus za poddanie i występ wieczoru (raz) vs. Jonas Mågård[24]
- Copa Combate
  - 2021: Zwycięzca turnieju Copa Combate w wadze koguciej[25]
- Professional Fighters League
  - 2023: Finalista turnieju PFL Europe w wadze koguciej[29]

## Lista walk w MMA

### Zawodowe
| Wynik     | Bilans | Przeciwnik (bilans przed walką) | Rozstrzygnięcie                   | Runda | Czas | Rozgrywki                                       | Data       | Miejsce            | Uwagi |
| --------- | ------ | ------------------------------- | --------------------------------- | ----- | ---- | ----------------------------------------------- | ---------- | ------------------ | --- |
| Przegrana | 15-7   | Simbarashe Hokonya (5-0)        | Decyzja (jednogłośna)             | 3     | 5:00 | PFL Champions Series 2: Eblen vs. van Steenis   | 19.07.2025 | Kapsztad           | |
| Przegrana | 15-6   | Churszed Kachorow (11-1)        | KO (prawy hak i ciosy w parterze) | 2     | 2:32 | PFL Europe 4: 2023 Championships                | 08.12.2023 | Dublin             | Finał turnieju PFL Europe w wadze koguciej. Co-Main Event.                                                   |
| Wygrana   | 15-5   | Moktar Benkaci (20-8)           | Decyzja (niejednogłośna)          | 3     | 5:00 | PFL Europe 3: 2023 Playoffs                     | 30.09.2023 | Paryż              | Półfinał turnieju PFL Europe w wadze koguciej.                                                               |
| Wygrana   | 14-5   | Rachid Haz (12-2)               | Decyzja (większościowa)           | 3     | 5:00 | PFL Europe 2: 2023 Regular Season               | 08.07.2023 | Berlin             | Ćwierćfinał turnieju PFL Europe w wadze koguciej.                                                            |
| Wygrana   | 13-5   | Kevin Cordero (14-2)            | Decyzja (niejednogłośna)          | 3     | 5:00 | Combate: Copa Combate                           | 12.12.2021 | Medley             | Wygrał finał turnieju Copa Combate w wadze koguciej.                                                         |
| Wygrana   | 12-5   | Cristian Barraza (8-3)          | Decyzja (jednogłośna)             | 3     | 5:00 | Combate: Copa Combate                           | 12.12.2021 | Medley             | Półfinał turnieju Copa Combate w wadze koguciej.                                                             |
| Wygrana   | 11-5   | Jose Zarauz (22-8-1)            | Decyzja (niejednogłośna)          | 3     | 5:00 | Combate: Copa Combate                           | 12.12.2021 | Medley             | Ćwierćfinał turnieju Copa Combate w wadze koguciej.                                                          |
| Wygrana   | 10-5   | Jonas Mågård (12-4)             | Poddanie (duszenie gilotynowe)    | 1     | 1:07 | FEN 34: Totalbet Fight Night                    | 28.05.2021 | Warszawa           | Zdobył mistrzowski pas FEN w wadze koguciej. Bonus za poddanie wieczoru oraz występ wieczoru. Co-Main Event. |
| Wygrana   | 9-5    | Cory Tait (10-5)                | Decyzja (jednogłośna)             | 3     | 5:00 | Bellator Euro Series 8: Edwards vs. Van Steenis | 26.09.2020 | Mediolan           | |
| Przegrana | 8-5    | Ricky Bandejas (12-3            | KO (lewy hak)                     | 2     | 1:25 | Bellator 240: Dublin                            | 22.02.2020 | Dublin             | |
| Wygrana   | 8-4    | Dominique Wooding (6-2-)        | Decyzja (jednogłośna)             | 3     | 5:00 | Bellator 227: Gallagher vs. Salazar             | 27.09.2019 | Dublin             | |
| Wygrana   | 7-4    | Nathan Greyson (6-3)            | Poddanie (duszenie brabo)         | 2     | 4:22 | Bellator 223: Mousasi vs. Lovato Jr.            | 22.06.2019 | Londyn             | |
| Wygrana   | 6-4    | Dansheel Moodley (4-1)          | Poddanie (duszenie gilotynowe)    | 1     | ?    | Brave CF 19: Adam vs. Mark                      | 08.12.2018 | Sun City           | Co-Main Event.                                                                                               |
| Przegrana | 5-4    | Aidan James (2-0)               | Poddanie (duszenie zza pleców)    | 1     | 3:42 | Brave CF 17: Abdouraguimov vs. Cavalheiro       | 27.10.2018 | Lahaur             | |
| Przegrana | 5-3    | Stephen Loman (10-2)            | Decyzja (jednogłośna)             | 5     | 5:00 | Brave CF 13: European Evolution                 | 09.06.2018 | Belfast            | Pojedynek o mistrzowski pas Brave CF w wadze koguciej. Main Event.                                           |
| Wygrana   | 5-2    | Felipe Efrain (12-2)            | KO (cios)                         | 1     | 3:53 | Brave CF 10: The Kingdom Rises                  | 02.03.2018 | Amman              | |
| Wygrana   | 4-2    | Michael Deiga-Scheck (5-2       | TKO (ciosy)                       | 1     | ?    | Brave CF 9: The Kingdom of Champions            | 17.11.2017 | Madinat Isa        | |
| Wygrana   | 3-2    | Jalal Al Daaja (3-2)            | Poddanie (duszenie gilotynowe)    | 3     | 3:59 | Brave CF 4: Unstoppable                         | 31.03.2017 | Abu Zabi           | |
| Przegrana | 2-2    | Stephen Loman (7-2)             | Decyzja (jednogłośna)             | 3     | 5:00 | Brave CF 1: The Beginning                       | 23.09.2016 | Madinat Isa        | Powrót do wagi koguciej.                                                                                     |
| Wygrana   | 2-1    | Luke Ord (3-0-1)                | TKO (ciosy)                       | 1     | 3:07 | M4tC 21: Supremacy                              | 25.06.2016 | Houghton-le-Spring | Walka w wadze piórkowej.                                                                                     |
| Przegrana | 1-1    | Chang Xin Fu (5-1)              | TKO (ciosy i łokcie)              | 3     | ?    | Worldwide MMA Alliance Championship             | 08.01.2016 | Tokio              | Walka w wadze lekkiej.                                                                                       |
| Wygrana   | 1-0    | Darren O'Gorman (3-0)           | TKO (ciosy)                       | 1     | 2:45 | BAMMA 22: Duquesnoy vs. Loughnane               | 19.09.2015 | Dublin             | Debiut w zawodowym MMA w wadze koguciej.                                                                     |

### Amatorskie
| Wynik     | Bilans | Przeciwnik (bilans przed walką) | Rozstrzygnięcie                | Runda | Czas | Rozgrywki                                                 | Data       | Miejsce     | Uwagi                                                              |
| --------- | ------ | ------------------------------- | ------------------------------ | ----- | ---- | --------------------------------------------------------- | ---------- | ----------- | ------------------------------------------------------------------ |
| Wygrana   | 11-2   | Joel Moyà Schöndorff (5-1)      | Decyzja (jednogłośna)          | 3     | 3:00 | Tuff-N-Uff: 2015 IMMAF World Championship – Day 5: Cage B | 11.07.2015 | Las Vegas   | Finał turnieju IMMAF. Wygrał turniej IMMAF 2015 w wadze piórkowej. |
| Wygrana   | 10-2   | Nicolas Ott (2-0)               | Decyzja (jednogłośna)          | 3     | 3:00 | Tuff-N-Uff: 2015 IMMAF World Championship – Day 4: Cage A | 09.07.2015 | Las Vegas   | Półfinały turnieju IMMAF.                                          |
| Wygrana   | 9-2    | David Evans (6-0)               | KO (cios)                      | 2     | 0:47 | Tuff-N-Uff: 2015 IMMAF World Championship – Day 3: Cage A | 08.07.2015 | Las Vegas   | Ćwierćfinały turnieju IMMAF.                                       |
| Wygrana   | 8-2    | Abylai Tolesh (0-0)             | Decyzja (jednogłośna)          | 3     | 3:00 | Tuff-N-Uff: 2015 IMMAF World Championship – Day 2: Cage A | 07.07.2015 | Las Vegas   | Eliminacje turnieju IMMAF.                                         |
| Wygrana   | 7-2    | Arun Radu (0-1)                 | TKO (ciosy)                    | 1     | 2:55 | Chaos Fighting Championship 14                            | 28.02.2015 | Londonderry | Zdobył mistrzowski pas Chaos FC w wadze koguciej.                  |
| Wygrana   | 6-2    | Thomas Moore (0-0)              | Decyzja (jednogłośna)          | 3     | 3:00 | K.O: The Fight Before Christmas                           | 13.12.2014 | Dublin      | Walka w wadze piórkowej.                                           |
| Wygrana   | 5-2    | Daniel Thompson (1-4)           | Poddanie (duszenie gilotynowe) | 1     | ?    | Battle Zone FC 12                                         | 22.11.2014 | Dublin      | Zdobył mistrzowski pas BattleZone FC w wadze koguciej.             |
| Wygrana   | 4-2    | Ross McCorriston (5-2)          | TKO                            | 1     | 5:00 | Kumite MMA Fight Night                                    | 30.08.2014 | Belfast     | Walki w wadze piórkowej.                                           |
| Przegrana | 3-2    | Valdrim Lubishtani (1-0)        | Decyzja (jednogłośna)          | 3     | 3:00 | Cage Warriors Fighting Championship 70                    | 16.08.2014 | Dublin      | Walki w wadze piórkowej.                                           |
| Wygrana   | 3-1    | Dean Simmonds (0-4)             | Decyzja (jednogłośna)          | 3     | 3:00 | Cage Warriors Fighting Championship 65                    | 01.03.2014 | Dublin      | Walki w wadze piórkowej.                                           |
| Wygrana   | 2-1    | Uelson de Jesus (0-0)           | Poddanie (ciosy)               | 2     | ?    | Cage Contender 17: Rooney vs. Philpott                    | 25.05.2013 | Newry       |                                                                    |
| Przegrana | 1-1    | Tim O'Leary (0-0)               | Decyzja (jednogłośna)          | 3     | 5:00 | Ryoshin FC 3                                              | 18.05.2013 | Dublin      |                                                                    |
| Wygrana   | 1-0    | Stephen Harpur (0-0)            | TKO (ciosy)                    | 1     | ?    | Nemesis MMA 1                                             | 28.04.2013 | Navan       | Debiut w amatorskim MMA w wadze lekkiej.                           |

## Inne informacje
W 2017 zagrał w filmie Conor McGregor: Zły chłopiec, ang. Conor McGregor: Notorious.